# Nguyễn Văn Tường
Nguyen Van Tường (Vietnam, 1824 - Tahití, 1886) fue un mandarín de la dinastía Nguyen de Vietnam. Es conocido por ayudar a coronar y destronar a tres emperadores de 1883 a 1884: Dục Đức, Hiệp Hoà y Kiến Phúc.

## Biografía
Tường nació en 1824 en Quảng Trị, centro de Vietnam, en una familia campesina. Su padre había estado involucrado en una revuelta contra el gobierno de la dinastía Nguyen, por lo que él fue excluido de participar en los exámenes nacionales que se utilizaban para seleccionar a los mandarines y funcionarios de la corte.
El 29 de octubre de 1848, el emperador Tự Đức ascendió al trono. Los registros imperiales no mencionan como Tường entró en contacto con el emperador, pero sí muestran que bajo su protección él fue capaz de pasar los exámenes nacionales con los más altos honores. En 1852, Tường fue asignado para servir en el ministerio de justicia. De acuerdo con la tradición confuciana, tras la muerte de su padre en 1862, Tường tuvo que retirarse por un período de luto cinco años antes de reanudar su carrera administrativa.
Desde 1858 Francia había estado haciendo constantes incursiones en las tierras bajo soberanía vietnamita. En 1873 el emperador Tự Đức dio Tường la responsabilidad de negociar con los franceses. A pesar de lograr varios acuerdos los franceses lo consideraba como un tramposo. Después de firmar el tratado Philastre y recuperar la posesión de Hanói para Vietnam tras el ataque de Francis Garnier, Tường fue promovido a Ministro de Asuntos Nacionales y Extranjeros. En 1881, se convirtió en jefe del gabinete.
Cuando Tự Đức murió, Tường se hizo regente junto con Tran Van Thanh y Tôn Thất Thuyết. Thuyet y Tường dominaron la corte y adquirieron más poder que Thanh. Los regentes no eran los únicos con el poder detrás del trono. La emperatriz viuda Tu Du, la madre de Tự Đức, junto con los dos consortes imperiales Trang Y y Học Phi formaron lo que se conoce como el "Tam Cung" (o "tres harenes"), un triunvirato que incursionó en intrigas palaciegas. La situación para Tường fue especialmente tensa debido a que mantenía un romance con Học Phi.
El emperador Tự Đức no tuvo hijos, pero adoptó a tres de sus sobrinos. Duc Đức tenía 31 años y era hijo de Kien Thoai Vuong, cuarto hermano de Tự Đức. Chánh Mong (que pasó a gobernar con el nombre de Đồng Khánh) de 19 años y Duong Thien (que pasó a gobernar con el nombre de KiếnPhúc) de 14 años, ambos eran hijos de su vigésimo sexto hermano, Kiên Thái Vương.
Según una investigación realizada por el historiador vietnamita Phạm Văn Sơn, Tự Đức había tenido la intención de que su sucesor fuera Kiến Phúc, pero los regentes coronaron a Duc Đức bajo la presión del Tam Cung. Tự Đức había criticado la moralidad del Duc Đức a la vez que defendía el nombramiento de Kiến Phúc, evento cuyo registro fue borrado de las actas oficiales a petición del nuevo monarca. Poco después el recién nombrado emperador fue asesinado, los historiadores consideran que esto fue debido a sus conflictos con los regentes, especialmente con Tường y su amante, Hoc Phi.
Tường y sus colegas coronaron a Hiệp Hoa, de 37 años. Sin embargo, el nuevo emperador era consciente de su mala posición, por lo que decidió mantenerse al margen. Igualmente llegó a un acuerdo con los franceses para que estos lo protegieran de sus regentes. Sin embargo, cuando los franceses estaban ausentes el gobernante fue asesinado. Posteriormente Kiến Phúc se volvió emperador y descubrió el vínculo amoroso entre Tường y Học Phi, acusándolos de inmorales y jurando matarlos por su conducta. Học Phi envenenó la medicina de Phúc y este murió al día siguiente. Hàm Nghi, de 13 años, fue coronado y durante su mandato inició el alzamiento Cần Vương en contra de los franceses. El nuevo emperador fue llevado a un refugio en las montañas y posteriormente a China para ocultarlo y buscar refuerzos. En su ausencia los franceses instalaron a Đồng Khánh en el trono.
Los franceses le dieron a Tường dos meses para entregar a Hàm Nghi, pero al resistirse él fue deportado el 6 de septiembre de 1885 al archipiélago Poulo Condore, junto con el padre de Thuyet, Tôn Thất Thuyết. Tường siguió apoyando el alzamiento desde la cárcel, fue descubierto mientras mandaba instrucciones para realizar más revueltas.
El 23 de noviembre de 1885 fue deportado a Tahití, en el Océano Pacífico, donde falleció en febrero de 1886. En julio del mismo año su cuerpo fue entregado a su familia.